# Archichlora ankalirano
Archichlora ankalirano är en fjärilsart som beskrevs av Pierre E.L. Viette 1975. Archichlora ankalirano ingår i släktet Archichlora och familjen mätare. Inga underarter finns listade i Catalogue of Life.